# Tachina egula
Tachina egula là một loài ruồi trong họ Tachinidae.